# Козяренко Іван Васильович
Іван Васильович Козяренко (23 березня 1906, Митаївка — 20 квітня 1978, Київ) — радянський офіцер-артилерист, Герой Радянського Союзу (1943), у роки німецько-радянської війни командир 115-го гвардійського винищувально-протитанкового артилерійського полку 7-ї гвардійської армії Степового фронту.

## Біографія
Народився 23 березня 1906 року в селі Митаївці (нині Богуславського району Київської області) в селянській родині. Українець. Член КПРС з 1932 року. Закінчив Митаївську неповну середню школу.
У 1928 році призваний до лав Червоної Армії. Почав службу в місті Білій Церкві курсантом полкової школи. У 1936 році закінчив Київське артилерійське училище.
На посаді командира артилерійської батареї брав участь у вторгненні радянських військ в Польщу в 1939 році і в радянсько-фінській війні 1939—1940 років. У грудні 1939 року був тяжко поранений. Три місяці пролежав у Ленінградському шпиталі.
Перед німецько-радянською війною був призначений начальником штабу, а потім командиром артилерійського дивізіону. Частина його у складі сьомого стрілецького корпусу передислокувалася до Західної України, в напрямку кордону, і в дорозі її застала війна.
Надалі на посаді командира артилерійського дивізіону та артилерійського полку воював на Південно-Західному, Сталінградському, Степовому, 2-му Українському і 3-му Українському фронтах. Брав участь у боях під Сталінградом, Харковом, на Курській дузі, у битві за Дніпро. Бойовий шлях закінчив у боях за Будапешт і Братиславу.
Особливо відзначився у битві за Дніпро. У середині вересня 1943 року 115-й гвардійський винищувально-протитанковий артилерійський полк, яким командував І. В. Козяренко, займав бойові порядки між річками Ореллю і Ворсклою. Перейшовши в наступ, полк за день з боями пройшов 50 кілометрів, опанувавши цілим рядом населених пунктів, захопивши трофеї і полонених.
27—28 вересня 1943 року батареї його полку по черзі форсували Дніпро на північ від міста Верхньодніпровська Дніпропетровської області, надали стрілецьким частинам вогневу підтримку у розширенні плацдарму на правому березі.
Сам І. В. Козяренко весь час перебував у бойових порядках і керував боєм. Коли дві батареї були відрізані ворогом, І. В. Козяренко особисто вивів ці батареї і, відбивши атаку фашистських танків, вийшов з оточення.
За чотири дні боїв полк під командуванням І. В. Козяренко знищив 21 німецький танк, 13 бронетранспортерів і багато живої сили противника.
Указом Президії Верховної Ради СРСР від 26 жовтня 1943 року за мужність і героїзм, проявлені при форсуванні Дніпра і утриманні плацдарму на його правому березі гвардії підполковнику Івану Васильовичу Козяренку присвоєно звання Героя Радянського Союзу з врученням ордена Леніна і медалі «Золота Зірка» (№ 1428).
4 квітня 1946 року Національний Комітет Словацької республіки присвоїв Герою звання почесного громадянина міста Братислави.

Могила Івана Козяренка

У 1949 році закінчив Вищу артилерійську офіцерську школу. З 1956 року полковник І. В. Козяренко — в запасі. Жив у Києві. Помер 20 квітня 1978 року. Похований у Києві на Лук'янівському військовому кладовищі.

## Нагороди
Нагороджений двома орденами Леніна, двома орденами Червоного Прапора, орденом Олександра Невського, двома орденами Червоної Зірки, медалями.